# 察瓦龙忍冬
察瓦龙忍冬（学名：Lonicera tomentella var. tsarongensis）为忍冬科忍冬属下的一个变种。

## 扩展阅读
- 維基物種上的相關：察瓦龙忍冬